# Jaroslav Miller

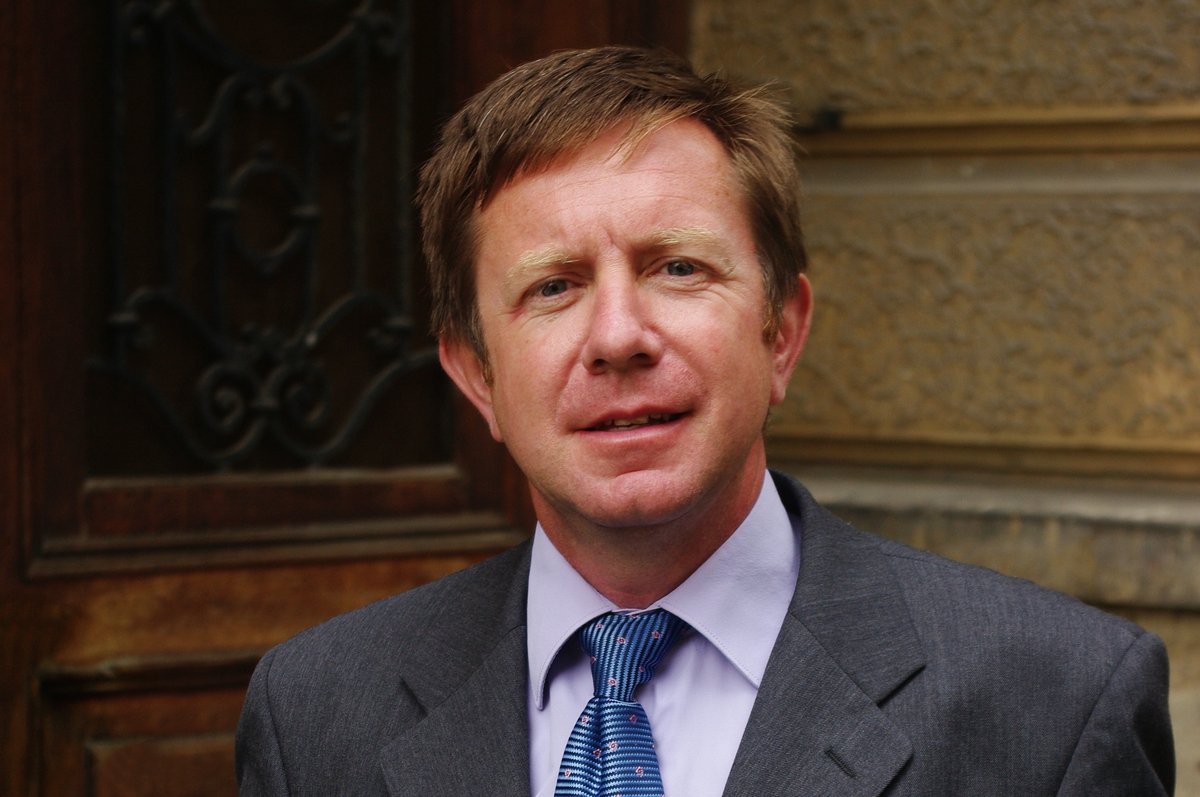
Jaroslav Miller (2013)

Jaroslav Miller (* 8. Januar 1971 in Šumperk) ist ein tschechischer Historiker und Universitätsprofessor, von 2014 bis 2021 Rektor der Palacký-Universität im mährischen Olmütz, von 2021 bis 2022 Rektor der Anglo-American University (AAU) in Prag. Fachlich beschäftigt er sich mit Problemen des Städtebaus, der Geschichte des politischen Denkens sowie des tschechischen und slowakischen Exils. Seit Februar 2022 ist er stellvertretender Minister für Bildung, Jugend und Sport der Tschechischen Republik.

## Leben
Jaroslav Miller studierte Geschichte und Philologie an der Palacký-Universität von Olmütz (Fachrichtungen: Geschichte, russische Philologie und Literatur, englische Philologie und Literatur), an der Central European University im ungarischen Budapest und bei Lady Margareth Hall an der englischen University of Oxford. Zu seinen Lehrern gehörten Josef Jařab, Ralf Dahrendorf, Stephen Greenblatt und Robert J. W. Evans.
Miller absolvierte eine Reihe von Studienaufenthalten an Universitäten und Wissenschaftsinstituten in Kanada, Ungarn, den Vereinigten Staaten, dem Vereinigten Königreich, Deutschland und Australien. Zweimal wurde er zum Stipendiaten der Alexander von Humboldt-Stiftung (2006 in Marburg sowie 2010 in Münster) und der US-amerikanischen Andrew-W.-Mellon-Stiftung (2004 und 2010 in Wolfenbüttel). Im Jahr 2008 erhielt er ein Stipendium des Fulbright-Programms an der Georgia College and State University. In den Jahren 2010/11 war er Gastprofessor an der University of Western Australia in Perth. 2012 wurde er vom Botschafter der Vereinigten Staaten zum Repräsentanten des Fulbright-Programms in Tschechien ernannt. Im gleichen Jahr wurde er weiter zum Professor für Geschichte ernannt und vertritt gegenwärtig die Position des Leiters des Lehrstuhls für Geschichte an der Philosophischen Fakultät der Palacký-Universität in Olmütz.
Miller erhielt unter anderem 2005 den „R. John Rath Prize for Best Study in Habsburg History“ und den „Best Urban History Monograph Award“. 2008 gab er im britischen Verlag Ashgate seine Monographie Urban Societies in East Central Europe, 1500–1700 heraus. 2010 publizierte er in New York und Budapest zusammen mit László Kontler die Monographie Friars, Nobles and Burghers – Sermons, Images and Prints: Studies of Culture and Society in Early-Modern Europe.
Am 16. Oktober 2013 wurde er zum Rektor der Palacký-Universität in Olomouc für die Amtszeit 2014–2018 gewählt und am 21. Jänner 2014 in das Amt eingeführt. Am 17. Oktober 2017 wurde er auch zum Rektor der Universität für die Amtszeit 2018–2022 gewählt. Während seiner Tätigkeit als Rektor gründete er unter anderem einen Campus der Palacký-Universität in der Autonomen Region Kurdistan im Irak (2018) und rief das Projekt Bürgeruniversität (Občanská univerzita) ins Leben, das die Werte von Freiheit und Demokratie fördert. Darüber hinaus war er an der Gründung des universitären Netzwerks AURORA (2016) beteiligt, einem Zusammenschluss von neun Universitäten in ganz Europa. Die zweite Amtszeit von Jaroslav Miller war jedoch auch von einer Kontroverse über die Gründung des Universitätsforschungsinstituts CATRIN (Czech Advanced Technology and Research Institute) geprägt. Nach monatelangen Querelen kündigte er daraufhin bei einer Sitzung des Akademischen Senats der Palacký-Universität vom 17. Dezember 2020 an, dass er mit Ende April 2021 von seinem Amt als Rektor zurücktreten werde, unter anderem um gegen das unmoralische Verhalten zu protestieren, das seiner Meinung nach in der akademischen Welt zum Standard geworden sei.
Im August 2021 wurde Miller Rektor der Anglo-American University (AAU) in Prag, ein Amt, das er jedoch nur bis Ende Jänner 2022 innehatte, denn im Februar 2022 wurde er stellvertretender Minister für Bildung, Jugend und Sport der Tschechischen Republik.
Jaroslav Miller ist Botschafter des Fulbright-Programms in Tschechien und Mitglied der renommierten deutschen Alexander-von-Humboldt-Stiftung. Außerdem ist er wissenschaftlicher Gutachter des Europäischen Forschungsrats im Bereich der Humanwissenschaften.
Miller ist verheiratet und hat zwei Kinder. Zu seinen Hobbys zählt er russische Literatur, Landschaftsarchitektur, Wanderungen in der Natur und Sport.

## Veröffentlichungen
- Urban Societies in East-Central Europe, 1500–1700. Ashgate, Aldershot/New York City 2008.
- Der Pfalz-Mythos: Fridrich V. und das Bild des tschechischen Kriegs im frühen Stuart-England. ARGO, Prag 2004.
- Die aufgeschobene Geburt Leviathans: Krise der Stuart-Monarchie, 1603–1641. ARGO, Prag 2006.
- Geschlossene Gesellschaft und deren Feinde: Eine Stadt Mittelosteuropas (1500–1700). Lidové noviny Verlag, Prag 2006.
- John Barclay – Argenis: Intellektuelle Quellen des europäischen Absolutismus. Lidové noviny Verlag, Prag 2009.
- László Kontler, Jaroslav Miller: Friars, Nobles and Burghers – Sermons, Images and Prints: Studies in Culture and Society in Early Modern Europe. CEU Press, Budapest/New York City 2010.